# Czajki (obraz Józefa Chełmońskiego)
Czajki (Czajki nad stawem, Ptaki nad wodą, Staw niebieski i mokradła, Stawy) – obraz olejny polskiego malarza Józefa Chełmońskiego z 1890 roku, znajdujący się w „Galerii sztuki polskiej 1800–1945” Muzeum Śląskiego w Katowicach.

## Historia
Pejzaż powstał w Kuklówce, gdzie artysta mieszkał od 1889 do śmierci (zob. dworek Józefa Chełmońskiego).
Płótno zostało zakupione przez Augusta Iwańskiego (ur. 1832, zm. 1921) z wystawy, należało do niego od 1890 roku. Następnym właścicielem był Jan Iwański, zapewne syn Augusta. Obraz został sprzedany za 11 000 zł przez Muzeum Śląskie w lutym 1928 roku. W czasie II wojny światowej od 1939 roku obraz znajdował się w Oberschlesische Landesmuseum w Bytomiu. Pozostawał tamże do 1988 roku, następnie został przekazany restytuowanemu Muzeum Śląskiemu.
Czajki stanowią część kolekcji „Galeria sztuki polskiej 1800–1945”. Muzealny numer inwentarzowy: MŚK/SzM/522. Rysunek ptaków do obrazu znajduje się w kolekcji Muzeum Narodowego w Warszawie (nr inw. Rys.Pol.159873/2 MNW).

## Charakterystyka
Przedstawiona scena ukazuje krajobraz widziany okiem stojącego obserwatora. Malarz przedstawił krajobraz z Mazowsza: unoszące się nad błękitną taflą wody biało-czarne czajki. Krajobraz sprawia wrażenie rozległej równiny ze statycznym powietrzem ponad nią. Dzieło jest wyzbyte znaczeń symbolicznych.
Dzieło ma wymiary 59,5 × 79,8 cm. Jest sygnowane w lewym dolnym rogu: JOZEF CHELMONSKI 1890. 